# Акрітас Харалампій Петрович
Харалампій Петрович Акрітас (в офіційних документах також Харлампій Акріт; * 1914, село Чермалик, тепер Тельманівського району Донецької області,— † 1938) — румейський поет і журналіст.

## Коротка біографічна довідка
Народився в дуже бідній селянській родині. 1931 року закінчив чермалицьку семирічну школу, від 1931 до 1934 навчався в Маріупольському грецькому педагогічному технікумі, після закінчення якого почав працювати в редакції грецької газети «Колехтивістис» (Маріуполь). Займав посаду коректора, а наприкінці життя — літературного працівника. Мешкав у Маріуполі.
В ніч на 17 грудня 1937 був заарештований за безпідставним обвинуваченням (згідно з директивою наркома внутрішніх справ М. Єжова № 50215, протягом першого етапу так званої «грецької операції» належало репресувати 3800 греків), а наступного дня було припинено вихід «Колехтивістиса». 15 січня 1938 року засуджений до розстрілу (довідки про виконання вироку в справі немає, хоча відомо, що його було страчено: на паперові звіти катам не вистачало часу). Реабілітований 20 квітня 1989.

## Відомості про творчість
Почавши працю в «Колехтивістисі» в липні 1934, вже в кінці того ж року Акрітас став членом літературної групи, очолюваної фундатором румейської літератури Георгієм Костоправом. Віршував румейською мовою. Поезії Акрітаса публікувалися на літературних сторінках «Колехтивістиса» та в альманасі «Неотита» (значною мірою в дусі офіційної комуністичної ідеології): «До світлого життя», «Зима», «Леніну», «Маруся» та інші. Його поезію «В огні» (або «Іспанія в огні») присвячено подіям Громадянської війни в Іспанії; Акрітас оспівує звитягу іспанських республіканців, а також комуністичну партію Іспанії.
Харалампій Акрітас був близьким другом Георгія Костоправа, співпрацював із ним у газетній справі: вони разом писали статті, фейлетони, критичні огляди, часто підписуючи їх спільним псевдонімом «ХАК і ГАК», себто «Х. Акрітас і Г. А. Костоправ».
Крім літературного хисту, мав і музичний: добре грав на скрипці.